# Laguna de San Nicolás
La laguna de San Nicolás es una laguna interandina de Bolivia, de tipo endorreico permanente, situada en las montañas de la región del Chaco boliviano al sur del país. Administrativamente se encuentra en el municipio de Caraparí de la provincia del Gran Chaco en el departamento de Tarija. La laguna se encuentra a 7 km de la comunidad de San Nicolás, y se ubica dentro de la ecorregión del Bosque tucumano-boliviano. A su vez, la laguna forma parte del Área protegida municipal San Nicolás, creada mediante Ordenanza Municipal Nº 004/2004 del 2004.
El área circundante a la laguna cuenta con una exuberante vegetación con bajadas de agua y varias pozas.